# Новые Раглицы
Но́вые Ра́глицы (фин. Riihikaivo) — деревня в Калитинском сельском поселении Волосовского района Ленинградской области.

## История
Деревня Новые Раглицы упоминается на карте Санкт-Петербургской губернии Ф. Ф. Шуберта 1834 года.

НОВЫЕ РАГЛИЦЫ — деревня принадлежит Радингу, полковнику, число жителей по ревизии: 16 м. п., 20 ж. п. (1838 год)

В пояснительном тексте к этнографической карте Санкт-Петербургской губернии П. И. Кёппена 1849 года она записана как деревня Riihikaiwo (Новые Раглицы) и указано количество её жителей на 1848 год: савакотов — 16 м. п., 14 ж. п., всего 30 человек, а также в примечаниях указано, что «Новые Раглицы чисто финская деревня».
На карте профессора С. С. Куторги 1852 года деревня обозначена как Раглицы.

РАГЛИЦЫ НОВЫЕ — деревня господина Штенгера, по просёлочной дороге, число дворов — 4, число душ — 13 м. п. (1856 год)

РАГЛИЦЫ НОВЫЕ — деревня владельческая при пруде и колодце, по просёлочной дороге от с. Рожествена к казённой Изварской лесной даче, число дворов — 5, число жителей: 18 м. п., 18 ж. п. (1862 год)

Согласно «Историческому атласу Санкт-Петербургской Губернии» 1863 года деревня называлась Раглицы.

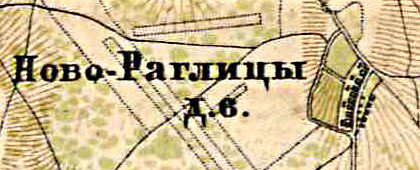
Деревня Новые Раглицы на карте 1885 года

Согласно карте окрестностей Санкт-Петербурга в 1885 году деревня называлась Ново-Раглицы и состояла из 6 крестьянских дворов.
В конце XIX — начале XX века деревня административно относилась к Сосницкой волости 2-го стана Царскосельского уезда Санкт-Петербургской губернии. Население деревни было однородным — финским.
К 1913 году количество дворов в деревне увеличилось до 7.
В 1917 году деревня Новые Раглицы входила в состав Сосницкой волости Царскосельского уезда.
С 1917 по 1922 год деревня Новые Раглицы входила в состав Холоповицкого сельсовета Калитинской волости Детскосельского уезда.
С 1922 года в составе Калитинского сельсовета.
С 1923 года в составе Венгиссаровской волости Троцкого уезда.
Согласно данным переписи населения СССР 1926 года в деревне Новые Раглицы проживали 47 человек, большинство финны, а также русские.
С 1927 года в составе Волосовского района.
По данным 1933 года деревня Новые Раглицы входила в состав Калитинского сельсовета Волосовского района.

Деревня Новые Раглицы на карте 1934 года

Согласно топографической карте 1934 года деревня насчитывала 7 дворов.
В 1940 году население деревни Новые Раглицы составляло 100 человек.
C 1 августа 1941 года по 31 декабря 1943 года деревня находилась в оккупации.
С 1963 года в составе Кингисеппского района.
С 1965 года вновь в составе Волосовского района. В 1965 году население деревни Новые Раглицы составляло 41 человек.
По административным данным 1966, 1973 и 1990 годов деревня Новые Раглицы также входила в состав Калитинского сельсовета.
В 1997 году в деревне Новые Раглицы проживали 9 человек, в 2002 году — 18 человек (все русские), в 2007 году — 23.

## География
Деревня расположена в восточной части района на автодороге 41К-345 (подъезд к дер. Курковицы) близ места её примыкания к автодороге 41А-003 (Кемполово — Выра — Шапки).
Расстояние до административного центра поселения — 2 км.
Расстояние до ближайшей железнодорожной станции Кикерино — 6 км.

## Демография
| 1862 | 2002 | 2007 | 2010 | 2017 |
| ---- | ---- | ---- | ---- | ---- |
| 36   | ↘18  | ↗23  | ↘16  | ↗32  |

### Национальный состав
Согласно данным Всероссийской переписи населения 2021 года в деревне проживали 43 человека, из них:
 русские — 41, азербайджанцы — 1, молдаване — 1 человек.

## Улицы
Верхняя, Кикеринское шоссе, Курковицкое шоссе, Нижняя.